# Berliet T100
El Berliet T100 conocido también como "el gigante del desierto" era un camión minero fabricado por Berliet.

## Diseño
Se construyeron tres camiones con control normal (con la cabina detrás del eje delantero); el cuarto fue construido con control adelantado (diseño de cabina sobre motor (y alojamiento para dormir). Tenían motores Cummins V12 de 29.6 litros, proporcionando 600 hp (447 kW) y 700 hp (522 kW). Poseía una altura de 5 metros y una longitud de 15 metros. 
Fue desarrollado por Paul Berliet, entonces presidente de Berliet, que propone a sus ingenieros el desarrollo de un camión de gran tamaño capaz de cargar más de 60 toneladas y, sobre todo, operar en zonas consideradas intransitables para los camiones hasta entonces.

## Historia
Desarrollado en tan solo nueve meses, a finales de 1957 el primer Berliet T100 de los cuatro construidos en la fábrica en Courbevoie, fue presentado, por sorpresa, en el salón del automóvil de París en 1957. Llevado al desierto para las primeras pruebas en terreno real, este se mostró efectivo y manejable gracias a la dirección asistida con motor propio. Animado por el éxito, el fabricante francés ensambló la segunda unidad y al poco la tercera, encargada por el gobierno francés para trabajos de minería. Sin embargo, era demasiado grande para caber en la sala de exposiciones principal, por lo que Berliet construyó un pabellón externo especial para exhibir el enorme camión nuevo. En total se construyeron solo 4 camiones.